# 什特蘭貝爾克

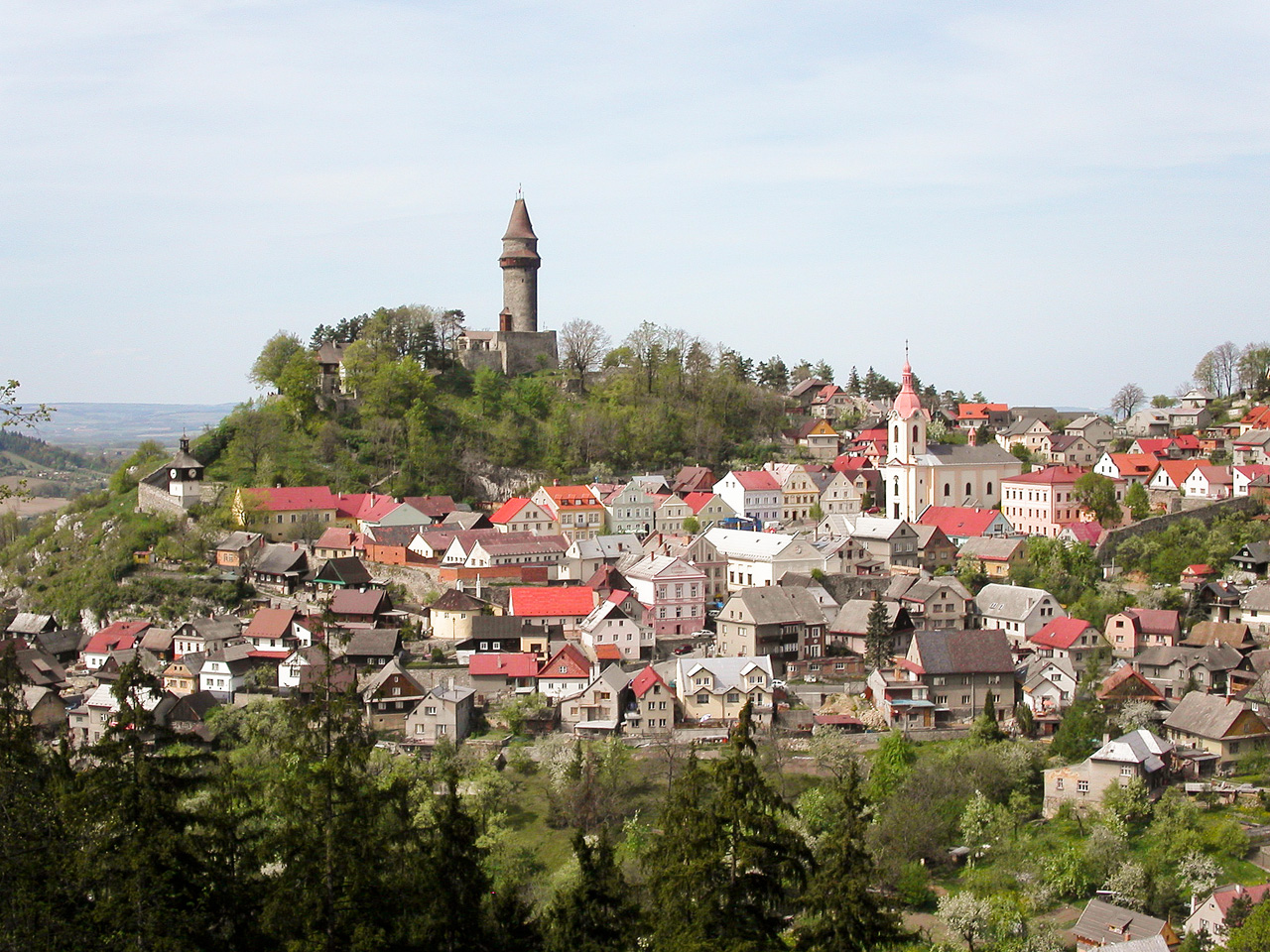

什特蘭貝爾克是捷克的城鎮，位於該國東部，毗鄰科普日夫尼采，由摩拉維亞-西利西亞州負責管轄，面積9.33平方公里，海拔高度415米，2005年人口達到3,364。